# Comitê de Ajuda aos Pobres Negros
O Comitê de Ajuda aos Pobres Negros foi uma organização de caridade fundada em Londres em 1786 visando fornecer sustento para pessoas de origem africana e asiática em dificuldades financeiras. Ele desempenhou um papel crucial na proposta de formação de uma colônia para refugiados negros em Serra Leoa. O trabalho do Comitê coincidiu, em certa medida, com a campanha para abolição da escravidão em todo o Império Britânico.

## Migração para Serra Leoa
O comitê foi fundamental na transferência de pessoas negras em situação de vulnerabilidade para a recém-criada colônia de Serra Leoa. Muitos em Londres pensaram que transferi-los para Serra Leoa os tiraria da pobreza. O esquema de reassentamento em Serra Leoa foi proposto pelo entomologista Henry Smeathman e atraiu o interesse de humanitários como Granville Sharp, que o viu como um meio de mostrar ao lobby pró-escravidão que os negros poderiam contribuir para o funcionamento da nova colônia de Serra Leoa. Funcionários do governo logo se envolveram no projeto também, embora seu interesse tenha sido estimulado pela possibilidade de reassentamento de um grande grupo de cidadãos pobres em outro lugar. William Pitt, primeiro-ministro e líder do partido Conservador, tinha um interesse ativo no projeto, porque o via como um meio de repatriar os Black Poor para a África, já que, segundo ele, "era necessário que eles fossem enviados a algum lugar e não mais infestasse as ruas de Londres”.
No final de outubro de 1786, os navios de transporte ancoraram em Deptford. Os candidatos ao projeto deveriam assinar um acordo, concordando com a condição de que manteriam o status de súditos britânicos, e seriam defendidos pelas Forças Armadas britânicas. Em seguida, eles receberam um documento que concedia a cidadania serra-leonesa. Alguns historiadores acreditam que, com a ajuda do governo, um total de 4 000 negros foram transportados de Londres para reassentamentos na colônia de Serra Leoa em 1787.